# Llac Selawik
El llac Selawik és un llac situat a 11 km al sud-oest de vila del mateix nom, Alaska. Té una longitud de 50 km i amb 1.050 km² és el tercer llac més gran d'Alaska, després del llac Iliamna i el llac Becharof, i el dissetè més gran dels Estats Units. Es troba molt a prop de la costa i comunica directament amb el mar dels Txuktxis, a través del Hotham Inlet i el Kotzebue Sound. Es troba junt a la península de Baldwin i al Refugi Nacional de Vida Silvestre Selawik. El riu Selawik hi desemboca.
El seu nom en llengua esquimoaleutiana va ser documentat per primera vegada el 1842–44 pel tinent Lavrenty Zagoskin, que el va escriure Chilivik, i probablement es volia aplicar a una tribu o poble esquimals.